# Ahlidin Israilov
Ahlidin Israilov (in kirghiso Ахлидин Исраилов?; Kara-Suu, 16 settembre 1994) è un calciatore kirghiso, centrocampista del Neftči Kočkor-Ata.

## Carriera

### Club
Ha giocato per quattro stagioni (dal 2012 al 2016) nella squadra riserve della Dinamo Kiev, nella seconda divisione ucraina; ha poi giocato in questa categoria anche con lo Slavutyč Čerkasy; in seguito ha giocato nella seconda divisione indiana con il NEROCA, nella prima divisione indonesiana con lo PSIS Semarang, nella seconda divisione malese con l'UiTM, nella seconda divisione thailandese con il Samut Sakhon e nella prima divisione kirghisa con l'Alaj Oš.

### Nazionale
Con la Nazionale kirghisa ha preso parte alla Coppa d'Asia 2019, giocando da titolare in tutte e tre le partite della fase a gironi.

## Statistiche

### Cronologia presenze e reti in nazionale
| Cronologia completa delle presenze e delle reti in nazionale ― Kirghizistan | Cronologia completa delle presenze e delle reti in nazionale ― Kirghizistan | Cronologia completa delle presenze e delle reti in nazionale ― Kirghizistan | Cronologia completa delle presenze e delle reti in nazionale ― Kirghizistan | Cronologia completa delle presenze e delle reti in nazionale ― Kirghizistan | Cronologia completa delle presenze e delle reti in nazionale ― Kirghizistan | Cronologia completa delle presenze e delle reti in nazionale ― Kirghizistan | Cronologia completa delle presenze e delle reti in nazionale ― Kirghizistan |
| Data                                                                        | Città                                                                       | In casa                                                                     | Risultato                                                                   | Ospiti                                                                      | Competizione                                                                | Reti                                                                        | Note                                                                        |
| --------------------------------------------------------------------------- | --------------------------------------------------------------------------- | --------------------------------------------------------------------------- | --------------------------------------------------------------------------- | --------------------------------------------------------------------------- | --------------------------------------------------------------------------- | --------------------------------------------------------------------------- | --------------------------------------------------------------------------- |
| 7-1-2019                                                                    | al-'Ayn                                                                     | Cina                                                                        | 2 – 1                                                                       | Kirghizistan                                                                | Coppa d'Asia 2019 - 1º turno                                                | 1                                                                           | 61’                                                                         |
| 11-1-2019                                                                   | al-'Ayn                                                                     | Kirghizistan                                                                | 0 – 1                                                                       | Corea del Sud                                                               | Coppa d'Asia 2019 - 1º turno                                                | -                                                                           | 81’                                                                         |
| 16-1-2019                                                                   | Dubai                                                                       | Kirghizistan                                                                | 3 – 1                                                                       | Filippine                                                                   | Coppa d'Asia 2019 - 1º turno                                                | -                                                                           | 73’                                                                         |
| 21-1-2019                                                                   | Abu Dhabi                                                                   | Emirati Arabi Uniti                                                         | 3 – 2 dts                                                                   | Kirghizistan                                                                | Coppa d'Asia 2019 - Ottavi di finale                                        | -                                                                           | 76’                                                                         |
| 11-6-2021                                                                   | Osaka                                                                       | Birmania                                                                    | 1 – 8                                                                       | Kirghizistan                                                                | Qual. Mondiali 2022                                                         | -                                                                           | 46’                                                                         |
| Totale                                                                      |                                                                             | Presenze                                                                    | 5                                                                           |                                                                             | Reti                                                                        | 1                                                                           |                                                                             |